# Harisija
Harisija (lat. Harrisia), biljni rod iz porodice Cactaceae. 
Postrojbina: Argentina, Brazil, Paragvaj i Karibi

## Vrste
1. Harrisia adscendens (Gürke) Britton & Rose, Brazil (Piauí, Ceara, Paraíba, Pernambuco, Bahia, Alagoas, Sergipe)
2. Harrisia bonplandii (J.Parm. ex Pfeiff.) Britton & Rose, Brazil (Mato Grosso do Sul); Paragvaj (Alto Paraguay, Concepcion, Cordillera, Paraguari, Presidente Hayes, San Pedro); Argentina (Chaco, Corrientes, Entre Rios, Formosa, Jujuy, Salta, Santa Fe)
3. Harrisia brookii Britton, Bahami (Long Island, Eleuthera Island)
4. Harrisia caymanensis A.R.Franck Honduras (Swan Island); Kajmanski otoci
5. Harrisia divaricata (Lam.) Backeb., Hispaniola (Haiti)
6. Harrisia earlei Britton & Rose, Kuba
7. Harrisia eriophora (Pfeiff.) Britton, Kuba
8. Harrisia fernowii Britton, Kuba
9. Harrisia fragrans Small, Florida i Florida Keys
10. Harrisia gracilis (Mill.) Britton, Kuba; Kajmanski otoci; Jamajka
11. Harrisia martinii (Labour.) Britton,  Paragvaj (Concepcion, Cordillera, Pres. Hayes); Argentina (Chaco, Corrientes, Entre Rios, Formosa, Santa Fe)
12. Harrisia pomanensis (F.A.C.Weber ex K.Schum.) Britton & Rose, Bolivija; Paragvaj (Alto Paraguay, Pres. Hayes); Argentina (Catamarca, Cordoba, Formosa, Jujuy, La Rioja, Salta, Santiago del Estero, Santa Fe, Tucuman)
13. Harrisia portoricensis Britton, Hispaniola (Dominikanska Republika); +Portoriko (uključujući Mona Island)
14. Harrisia regelii (Weing.) Borg, Urugvaj (Artigas, Rio Negro); Argentina (Entre Rios, Santa Fe)
15. Harrisia taetra Areces, Kuba
16. Harrisia tetracantha (Labour.) D.R.Hunt, Bolivija
17. Harrisia tortuosa (J.Forbes) Britton & Rose,  Bolivija; Paragvaj (Alto Paraguay, Cordillera); Urugvaj (Artigas); Argentina (Chaco, Corrientes, Entre Rios, Formosa, Santa Fe)

## Uzgoj
Izrazito visoka biljka,noću otvara predivne bijele i bijelo-zelene cvjetove, a kasnije nastaju isto tako lijepo obojeni plodići. Zahtjevi su obična zemlja, zalijevanje i toplo vrijeme.